# 100 mètres féminin aux championnats du monde d'athlétisme 2017
Pour un article plus général, voir Championnats du monde d'athlétisme 2017.
Navigation
Pékin 2015 Doha 2019
L'épreuve du 100 mètres féminin des championnats du monde de 2017 se déroule les 5 et 6 août 2017 dans le Stade olympique de Londres, au Royaume-Uni. Elle est remportée par l'Américaine Tori Bowie.

## Critères de qualification
Pour se qualifier pour les championnats, il faut avoir réalisé 11 s 26 ou moins entre le 1er octobre 2016 et le 23 juillet 2017.

## Médaillés
| Or         | Argent             | Bronze          |
| Tori Bowie | Marie-Josée Ta Lou | Dafne Schippers |

## Résultats

### Finale
| Rang               | Athlète            | Temps              | Réaction | Notes |
| ------------------ | ------------------ | ------------------ | -------- | ----- |
| Médaille d'or      | Tori Bowie         | 10 s 85            | 0 s 182  | SB    |
| Médaille d'argent  | Marie-Josée Ta Lou | 10 s 86            | 0 s 180  | PB    |
| Médaille de bronze | Dafne Schippers    | 10 s 96            | 0 s 155  |       |
| 4                  | Murielle Ahouré    | 10 s 98 (0.976 ms) | 0 s 184  |       |
| 5                  | Elaine Thompson    | 10 s 98 (0.978 ms) | 0 s 200  |       |
| 6                  | Michelle-Lee Ahye  | 11 s 01            | 0 s 151  |       |
| 7                  | Rosangela Santos   | 11 s 06            | 0 s 150  |       |
| 8                  | Kelly-Ann Baptiste | 11 s 09            | 0 s 142  |       |

### Demi-finales
Les 2 premières de chaque demi-finale (Q) plus les 2 meilleurs temps (q) se qualifient pour la finale.
| Rang | Série | Ligne | Nom                | Nationalité       | Temps              | Notes |
| ---- | ----- | ----- | ------------------ | ----------------- | ------------------ | ----- |
| 1    | 2     | 4     | Elaine Thompson    | Jamaïque          | 10 s 84            | Q     |
| 2    | 1     | 7     | Marie-Josée Ta Lou | Côte d'Ivoire     | 10 s 87            | Q, SB |
| 3    | 2     | 6     | Rosangela Santos   | Brésil            | 10 s 91 (0.901 ms) | Q, AR |
| 4    | 3     | 4     | Tori Bowie         | États-Unis        | 10 s 91 (0.907 ms) | Q     |
| 5    | 1     | 6     | Dafne Schippers    | Pays-Bas          | 10 s 98            | Q     |
| 6    | 3     | 7     | Murielle Ahouré    | Côte d'Ivoire     | 10 s 99            | Q     |
| 7    | 3     | 9     | Michelle-Lee Ahye  | Trinité-et-Tobago | 11 s 04            | q     |
| 8    | 1     | 2     | Kelly-Ann Baptiste | Trinité-et-Tobago | 11 s 07            | q     |
| 9    | 3     | 5     | Blessing Okagbare  | Nigeria           | 11 s 08            |       |
| 10   | 2     | 7     | Mujinga Kambundji  | Suisse            | 11 s 11            |       |
| 11   | 2     | 5     | Crystal Emmanuel   | Canada            | 11 s 14            | PB    |
| 12   | 3     | 8     | Natasha Morrison   | Jamaïque          | 11 s 15            |       |
| 13   | 1     | 4     | Daryll Neita       | Royaume-Uni       | 11 s 16 (0.152 ms) |       |
| 14   | 3     | 6     | Gina Lückenkemper  | Allemagne         | 11 s 16 (0.155 ms) |       |
| 15   | 1     | 9     | Jura Levy          | Jamaïque          | 11 s 19 (0.184 ms) |       |
| 16   | 3     | 2     | Asha Philip        | Royaume-Uni       | 11 s 19 (0.190 ms) |       |
| 17   | 1     | 3     | Simone Facey       | Jamaïque          | 11 s 23            |       |
| 18   | 2     | 3     | Desiree Henry      | Royaume-Uni       | 11 s 24            |       |
| 19   | 1     | 8     | Ivet Lalova-Collio | Bulgarie          | 11 s 25            | SB    |
| 20   | 2     | 9     | Carina Horn        | Afrique du Sud    | 11 s 26            |       |
| 21   | 2     | 8     | Ariana Washington  | États-Unis        | 11 s 29            |       |
| 22   | 3     | 3     | Salomé Kora        | Suisse            | 11 s 31            |       |
| 23   | 1     | 5     | Deajah Stevens     | États-Unis        | 11 s 32            |       |
| 24   | 2     | 2     | Ewa Swoboda        | Pologne           | 11 s 35            |       |

### Séries
Les 3 premiers de chaque série (Q) plus les 6 meilleurs temps (q) se qualifient les demi-finales.
| Rang | Série | Ligne | Athlète                 | Nationalité               | Temps   | Notes   |
| ---- | ----- | ----- | ----------------------- | ------------------------- | ------- | ------- |
| 1    | 1     | 3     | Gina Lückenkemper       | Allemagne                 | 10 s 95 | Q, PB   |
| 2    | 4     | 7     | Marie-Josée Ta Lou      | Côte d'Ivoire             | 11 s 00 | Q       |
| 3    | 1     | 8     | Murielle Ahouré         | Côte d'Ivoire             | 11 s 04 | Q       |
| 4    | 5     | 9     | Rosângela Santos        | Brésil                    | 11 s 04 | Q, PB   |
| 5    | 2     | 2     | Elaine Thompson         | Jamaïque                  | 11 s 05 | Q       |
| 6    | 3     | 4     | Tori Bowie              | États-Unis                | 11 s 05 | Q       |
| 7    | 4     | 2     | Dafne Schippers         | Pays-Bas                  | 11 s 08 | Q       |
| 8    | 1     | 5     | Jura Levy               | Jamaïque                  | 11 s 09 | Q       |
| 9    | 5     | 2     | Mujinga Kambundji       | Suisse                    | 11 s 14 | Q       |
| 10   | 5     | 7     | Michelle-Lee Ahye       | Trinité-et-Tobago         | 11 s 14 | Q       |
| 11   | 2     | 5     | Crystal Emmanuel        | Canada                    | 11 s 14 | Q, PB   |
| 12   | 1     | 2     | Asha Philip             | Royaume-Uni               | 11 s 14 | SB, Q   |
| 13   | 6     | 9     | Daryll Neita            | Royaume-Uni               | 11 s 15 | Q       |
| 14   | 6     | 4     | Deajah Stevens          | États-Unis                | 11 s 17 | Q       |
| 15   | 6     | 3     | Natasha Morrison        | Jamaïque                  | 11 s 21 | Q       |
| 16   | 6     | 5     | Kelly-Ann Baptiste      | Trinité-et-Tobago         | 11 s 21 | Q       |
| 17   | 3     | 8     | Blessing Okagbare       | Nigeria                   | 11 s 22 | Q       |
| 18   | 6     | 6     | Ewa Swoboda             | Pologne                   | 11 s 24 | Q, SB   |
| 19   | 4     | 9     | Carina Horn             | Afrique du Sud            | 11 s 28 | Q       |
| 20   | 2     | 3     | Ariana Washington       | États-Unis                | 11 s 28 | Q       |
| 21   | 5     | 3     | Simone Facey            | Jamaïque                  | 11 s 29 | Q       |
| 22   | 4     | 3     | Salomé Kora             | Suisse                    | 11 s 30 | Q       |
| 23   | 3     | 9     | Ivet Lalova-Collio      | Bulgarie                  | 11 s 31 | Q       |
| 24   | 3     | 2     | Desiree Henry           | Royaume-Uni               | 11 s 32 | Q       |
| 25   | 3     | 6     | Ángela Tenorio          | Équateur                  | 11 s 33 |         |
| 26   | 2     | 6     | Wei Yongli              | Chine                     | 11 s 37 |         |
| 27   | 1     | 4     | Toea Wisil              | Papouasie-Nouvelle-Guinée | 11 s 41 |         |
| 28   | 4     | 8     | Carolle Zahi            | France                    | 11 s 41 |         |
| 29   | 6     | 8     | Andrea Purica           | Venezuela                 | 11 s 43 |         |
| 30   | 1     | 9     | Naomi Sedney            | Pays-Bas                  | 11 s 43 |         |
| 31   | 2     | 7     | Khalifa St. Fort        | Trinité-et-Tobago         | 11 s 44 |         |
| 32   | 3     | 5     | Jamile Samuel           | Pays-Bas                  | 11 s 52 |         |
| 33   | 2     | 4     | Orphée Neola            | France                    | 11 s 58 |         |
| 34   | 4     | 5     | Narcisa Landazuri       | Équateur                  | 11 s 59 |         |
| 35   | 2     | 8     | Charlotte Wingfield     | Malte                     | 11 s 82 |         |
| 36   | 5     | 8     | Leya Buchanan           | Canada                    | 11 s 84 |         |
| 37   | 1     | 7     | Loi Im Lan              | Macao                     | 12 s 00 |         |
| 38   | 5     | 6     | Dutee Chand             | Inde                      | 12 s 07 |         |
| 39   | 6     | 2     | Cecilia Bouele          | République du Congo       | 12 s 15 |         |
| 40   | 3     | 7     | Patricia Taea           | Îles Cook                 | 12 s 18 | NR      |
| 41   | 1     | 6     | Yelena Ryabova          | Turkménistan              | 12 s 27 | SB      |
| 42   | 5     | 4     | Gorete Semedo           | Sao Tomé-et-Principe      | 12 s 46 | PB      |
| 43   | 4     | 6     | Rechelle Meade          | Anguilla                  | 12 s 67 |         |
| 44   | 4     | 4     | Hereiti Bernardino      | Polynésie française       | 12 s 88 |         |
| 45   | 6     | 7     | Zarinae Sapong          | Îles Mariannes du Nord    | 13 s 29 | PB      |
| 46   | 3     | 3     | Marie-Charlotte Gastaud | Monaco                    | 13 s 52 |         |
| —    | 5     | 5     | Tatjana Pinto           | Allemagne                 | DQ      | R 162.7 |

## Légende
Records et Performances
- AR : Record continental (area record)
- CR : Record des championnats (championship record)
- MR : Record du meeting (meet record)
- NR : Record national (national record)
- OR : Record olympique (olympic record)
- PR : Record paralympique (paralympic record)
- PB : Record personnel (personal best)
- SB : Meilleure performance personnelle de la saison (season's best)
- WL : Meilleure performance mondiale de l'année (world leader)
- WJR : Record du monde junior (world junior record)
- WR : Record du monde (world record)

Circonstances et Conditions
- DNF : N'a pas terminé (did not finish)
- DNS : N'a pas pris le départ (did not start)
- DQ : Disqualification (disqualification)
- NM : Aucun essai valable enregistré (No Mark)
- Q : Qualifié « directement » au prochain tour (ou à la prochaine compétition), lors d'une compétition majeure, grâce au classement ou à la réalisation des minima (automatic qualifier)
- q : Qualifié au prochain tour (ou à la prochaine compétition), lors d'une compétition majeure, grâce au repêchage ou à la réalisation de l'une des meilleures performances parmi celles des « non qualifiés directement » (grâce au meilleur temps ou à la meilleure distance par exemple) (secondary qualifier)